# Ветели
Ветели (фин. Veteli) — община в провинции Центральная Остроботния, Финляндия. Общая площадь территории — 520,91 км², из которых 18,6 км² — вода.

## Демография
На 31 января 2011 года в общине Ветели проживают 3453 человека: 1769 мужчин и 1684 женщины.
Финский язык является родным для 97 % жителей, шведский — для 1,59 %. Прочие языки являются родными для 1,38 % жителей общины.
Возрастной состав населения:
- до 14 лет — 15,87 %
- от 15 до 64 лет — 62,41 %
- от 65 лет — 22,1 %

Изменение численности населения по годам:
| Год  | Численность |
| ---- | ----------- |
| 1980 | 3880        |
| 1990 | 4074        |
| 2000 | 3811        |
| 2010 | 3466        |
| 2011 | 3453        |

## Известные уроженцы и жители
- Эско Тапани Ахо (р. 1954) — премьер-министр Финляндии.
- Юха Петри Сипиля (р. 1961) — премьер-министр Финляндии.